# Eptesicus tatei
Eptesicus tatei (Ellerman & Morrison-Scott, 1951) è un pipistrello della famiglia dei Vespertilionidi endemico dell'India.

## Descrizione

### Dimensioni
Pipistrello di piccole dimensioni, con la lunghezza della testa e del corpo di 48,5 mm, la lunghezza dell'avambraccio di 43,4 mm, la lunghezza della coda di 45,9 mm, la lunghezza delle orecchie di 15,3 mm.

### Aspetto
La pelliccia è lunga e densa. Il colore generale del corpo è nerastro. Il muso è largo, con due masse ghiandolari sui lati. Gli occhi sono piccoli. Le orecchie sono ovali, ben separate tra loro e con una concavità sotto l'estremità arrotondata. Il trago è corto, arrotondato e con un piccolo lobo rotondo alla base del margine posteriore. Le ali sono attaccate posteriormente alla base delle dita dei piedi. La punta della lunga coda si estende leggermente oltre l'ampio uropatagio.

## Biologia

### Alimentazione
Si nutre di insetti.

## Distribuzione e habitat
Questa specie è conosciuta soltanto da tre individui catturati a Darjeeling, nello stato indiano del West Bengal prima del 1863.
Vive nelle foreste montane.

## Conservazione
La IUCN Red List, considerata la mancanza di informazioni recenti sull'areale, i requisiti ecologici, le minacce e lo stato di conservazione, classifica E.tatei come specie con dati insufficienti (DD).